# Ricanula densa
Ricanula densa är en insektsart som först beskrevs av Walker 1870.  Ricanula densa ingår i släktet Ricanula och familjen Ricaniidae. Inga underarter finns listade i Catalogue of Life.